# Saskia Noor van Imhoff
Saskia Noor barones van Imhoff (Mission, BC, Canada, 27 januari 1982) is een Nederlands kunstenares.

## Biografie
Van Imhoff is lid van de adellijke familie Van Imhoff en dochter van voormalige boomkweker in Brits-Columbia Arend Willem baron van Imhoff en Jantine de Boer. Ze volgde een opleiding aan de Amsterdamse Gerrit Rietveld Academie en aan De Ateliers. Ze richt zich voornamelijk op installatiekunst. Maar ze beoefent ook fotografie en exposeerde met haar werk op groepstentoonstellingen. In 2015 exposeerde ze in en met een aangekocht werk door het Stedelijk Museum Amsterdam. Sinds 2008 won ze verscheidene prijzen. In 2017 was ze een van de vier genomineerden voor de Prix de Rome en exposeerde ze haar werk in de Kunsthal Rotterdam, samen met werk van de andere genomineerden; haar werk, een installatie, bevond zich in de personenlift van de Kunsthal.

## Prijzen
- 2008: Gerrit Rietveld Academie Prize
- 2013: Ruisdael Stipendium
- 2017: ABN AMRO Kunstprijs